# مقاطعة وين (جورجيا)
مقاطعة وين (بالإنجليزية: Wayne County)‏ هي إحدى المقاطعات في ولاية جورجيا في الولايات المتحدة الأمريكية.